# Minio
Il minio è un minerale presente in natura, formato da un ossido misto di piombo(II) e piombo(IV).
Il nome deriva dal Miño (in latino Minius), fiume che scorre nel nord-ovest della Spagna, in prossimità del quale si trovavano le miniere principali di questo minerale.

## Abito cristallino
I cristalli sono scaglie microscopiche.

## Origine e giacitura
L'origine è secondaria. La paragenesi è con galena e cerussite.

## Forma in cui si presenta in natura
In scaglie, aggregati massivi o polverulenti.

## Caratteri fisico-chimici
Solubile in Acido cloridrico (HCl), decomposto da Acido nitrico (HNO3). Differisce dal realgar e dal cinabro per maggiore densità e colore più intenso.

## Località di ritrovamento
A Bleialf e Badenweiler, in Germania; a Mežica, in Slovenia, e nei rilievi delle Leadhills, in Scozia.
In Italia si trova in masse di aspetto terroso su galena nella miniera di Reigraxius, a Domusnovas, comune della provincia del Sud Sardegna; in laminette o patine dentro le cavità della miniera di Monteponi, ad Iglesias, in Sardegna; con un po' di fortuna è possibile trovare scarse patine terrose su calcare a Zuccarello, in provincia di Savona.

## Utilizzi
Noto fin dai tempi degli antichi romani, il minio si forma per alterazione della galena. Da molto tempo viene prodotto industrialmente ossidando il piombo fuso per mezzo di una corrente d'aria.
Anticamente era utilizzato anche come pigmento pittorico, con i nomi rosso di Saturno, rosso di piombo, secondarium minium, rosso di Parigi, sandaraco, sandix, sanrendy, usta e minio comune.
Ingrediente principale, assieme a olio di lino cotto e trementina di Venezia, della cosiddetta "mistura di Shaw", un mastice utilizzato per unire pietre e metalli.
Era utilizzato dai generali o dagli imperatori romani per dipingersi il volto di rosso in occasione della cerimonia del trionfo.
Era utilizzato nel Medioevo come pigmento principale nella produzione di miniature (cui diede il nome).
Inoltre, era utilizzato durante la seconda guerra mondiale nelle vernici anti-ruggine date come fondi sulle corazze dei blindati (come, ad esempio, su quelle dei panzer tedeschi) dopo essere stato mescolato con olio di lino cotto. Le vernici al piombo vennero poi messe al bando a causa delle loro tossicità.